# Winkelturm
Die Winkelturm ist ein in den 1930er-Jahren von dem deutschen Ingenieur Leo Winkel entwickelter Luftschutzbunker in Turmbauweise. Weitere Informationen siehe Liste der Hochbunker der Bauart Winkel.